# Vestbjerg
Vestbjerg er en satellitby til Aalborg i det sydlige Vendsyssel med 2.923 indbyggere  (2024), beliggende i Sulsted Sogn 11 kilometer nord for Aalborg og fire kilometer vest for nabobyen Vodskov. Byen ligger i Region Nordjylland og hører til Aalborg Kommune. Vestbjerg ligger tæt ved Hammer Bakker.
Af kommunal service har byen Vestbjerg Skole, hal, kirkecenter samt tre børnehaver. Vestbjerg Bibliotek blev lukket ultimo 2010 og erstattet med en bogbus ved Vestbjerg Bibliotek. Byen har forskellige mindre virksomheder, heriblandt en dagligvarebutik.
I Vestbjerg by findes der også andre små virksomheder som Kingos Bogholderi ApS, Nordjydsk IT Service ApS & Kronborg’s Revision.
Vestbjerg har en bred vifte af fritidstilbud, hvor Vestbjerg Idrætsforening tilbyder badminton, fodbold, tennis, håndbold, gymnastik (herunder bl.a. parkour), løb, petanque og volleyball. Af uniformerede korps findes der blå spejdere fra DDS og en FDF-kreds i byen.

## Statistik
Den gennemsnitlige husstandsindkomst i postdistrikt 9380 Vestbjerg var i 2006 på 517.872 kr., mens landsgennemsnittet er 400.079 kr. Dermed er postdistriktet Nordjyllands mest velhavende og det tredjemest velhavende i Jylland, kun overgået af Mårslet og Daugård.[kilde mangler]
I perioder har Vestbjerg oplevet øget befolkningstilvækst, fra at være en lille landsby skete der noget i Vestbjerg da "villarevolutionen" startede i Danmark. Byen voksede i starten af 1970'erne kraftigt efter der blev udstykket grunde på bakken i Vestbjerg, en bakke der lå mod syd, og som dermed gav de nye villaejere solbeskinnede grunde, der ikke lå i skyggen af andre foran.
I 1980'erne blev der endnu udstykket et område, og for hvert årti kunne Vestbjerg opleve en ny bølge af villabyggerier.
Efter byen i 2006 havde 2.235 indbyggere, som steg til 2.284 i 2007 med en lille tilgang til 2.489 i 2008, byggede man 104 nye lejeboliger på Svalegangen, der dog ikke kunne forhindre stagnerende befolkningstilvækst.

## Kendte personer fra Vestbjerg
- Christian Hjelm, musiker fra Figurines
- Troels Malling, skuespiller
- Rasmus Poulsen aka Raske Penge, musiker[3]
- Claus Riis Østergaard, skuespiller